# Cypella herbertii
Cypella herbertii är en irisväxtart som först beskrevs av John Lindley, och fick sitt nu gällande namn av Herb.. Cypella herbertii ingår i släktet Cypella, och familjen irisväxter.

## Underarter
Arten delas in i följande underarter:
- C. h. brevicristata
- C. h. herbertii
- C. h. reflexa
- C. h. wolffhuegelii

## Bildgalleri

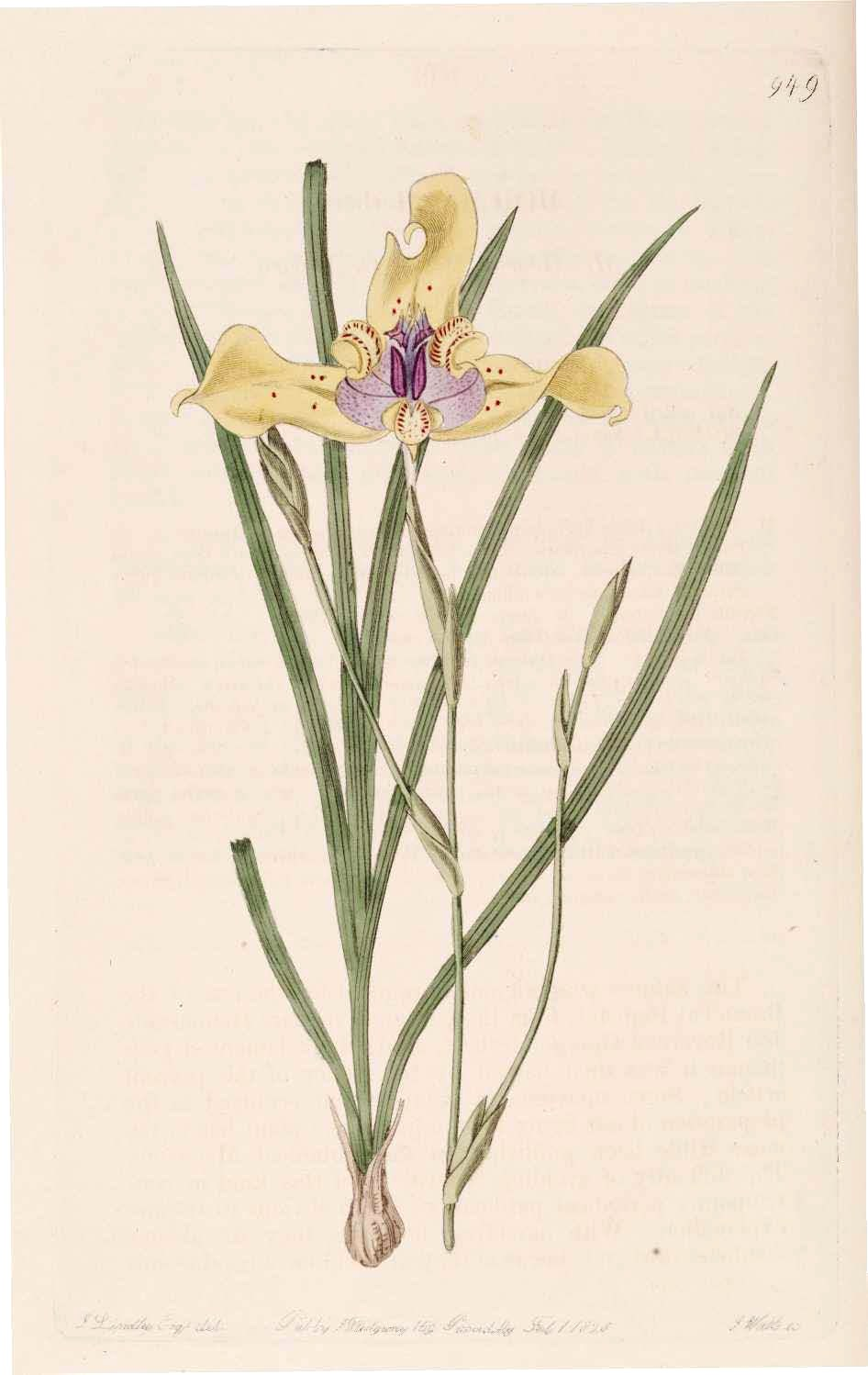